# عملية الشجاع
كانت عملية الشجاع بالإنجليزية (Operation Ironside) خطة خداع عسكري استخدمها الحلفاء خلال الحرب العالمية الثانية عام 1944. وشكلت جزءًا من الحارس الشخصى، وهي خطة خداع إستراتيجية واسعة حركها الحلفاء على مدار العام للمساعدة في تغطية غزو النورماندي في يونيو عام 1944. دعَمت العملية خطة الخداع الشاملة بالإيحاء للألمان أنَ الحلفاء سيهبطوا لاحقاً على طول خليج بسكاي. واختُتمت الجهود بخداع الألمان للاعتقاد أن الحلفاء سيهبطوا في جنوب فرنسا أيضاً في ذات الوقت (عملية الانتقام). كانت بوردو ميناء هام للمجهود الحربي الألماني وكانت بالفعل هدفاً لإغارات المغاوير قبل ذلك بعامين. هدفت عملية الشجاع اللعب على مخاوف الألمان من حدوث غزو في المنطقة، وذلك بهدف إعاقة قواتهم الدفاعية عقب عملية أوفرلورد في يونيو 1944.
وكما خطط لها قسم مراقبة لندن، فقد أُبلغت العملية للألمان عبر رسائل العُملاء المزدوجين بين مايو ويونيو 1944. وقد وضع عُملاء مزدوجون الخطة بالكامل بدون دعم الخداع المادى، خلافاً لعمليات الحارس الشخصي. تولت العميلة برونكس قيادة العملية بمعونة العملاء تيت ورودلف وغاربو. شملت رواية العملية هجومًا مبدئيًا من فرقتين، باستخدام تشكيلات عملية أوفرلورد، الموجودة في المملكة المتحدة. يتبعها لاحقاً ست فرق ستبحر من الساحل الشرقي للولايات المتحدة. يختلف المؤرخون حول تأثير عملية الشجاع على الخطط الألمانية. فليس هناك ما يشير إلى أن العملية كانت ناجحة في إقناع الألمان بخطط الحلفاء الوشيكة لغزو خليج بسكاي. ومن ناحية أخرى، عزا مخططو الحلفاء تأخر فرق البانزر في التحرك إلى النورماندي كجزء من عملية الخداع.
ولأن عملية الشجاع كانت عملية هامشية، لاسيما وأن لجنة العشرين (قسم مكافحة التجسس التابع للاستخبارات البريطانية) كانت قلقة حول كشف عُملائها كمُخادعين، لهذا أوكلت الجزء الأكبر من العملية لعُملاء أقل شأناً متضمنة تحذيرات في الرسائل التي بعثتها، للحد من تأثير القصة. فربما بدا إنزال الحلفاء حول بوردو غير قابل للتصديق خاصة وأنه كان يفتقر لغطاء المملكة المتحدة الجوي وينقصه العناصر المادية العادية المرتبطة بحدوث غزو (مثل الأنشطة البحرية وسفن الإنزال الوهمية).
بعد انتهاء العملية، في نهاية يونيو عام 1944، ظل تهديد الولايات المتحدة بشن غزو قائم بشكل غير رسمي. فأُعيد النظر في تخطيط عملية شجاع ثانية وذلك في منتصف يوليو كتعضيد لعملية فرديناند. مع استبدال رواية الغزو بخطة مفترضة للحلفاء بزيادة المقاومة الفرنسية في منطقة بوردو لعرقلة القوات الألمانية. وقد تجاهل الألمان معظم عملية الشجاع الثانية، لتحول اهتمامهم بعيداً عن المنطقة.

## خلفية تاريخية
المقال الرئيسى: عملية الحارس الشخصى
شكلت عملية الشجاع جزءًا من عملية الحارس الشخصى، وهي خطة خداع عسكري استراتيجي واسع هدفت إلى إرباك القيادة العليا لـلمحور بنوايا الحلفاء خلال الفترة التي سبقت عمليات الإنزال في نورماندي. كان الهدف العام للحارس الشخصي هو تشتيت القوات الألمانية بعيداً عن النورماندي من خلال خلق تهديدات لأهداف أخرى. في حين كان هدف عملية الشجاع تحديداً إعاقة فرقة الـ إس إس السابعة عشر وفرقة البانزر الحادية عشر المنتشرتين جنوب فرنسا.
وقع التخطيط العام لعمليتى الحارس الشخصي والشجاع على عاتق جون بيفان وقسم مراقبة لندن (LCS). والذي أُعد في عام 1942 بعد نجاحات دادلى كلارك في عمليات الخداع في الشرق الأوسط. فقد كُلف القسم بإعداد عملية الحارس الشخصي، وذلك بعد المحاولات الأولية للتخطيط الخداعى. كان استخدام العُملاء المزدوجين واحداً من أكثر قنوات الخداع إفادة. ففى خلال المراحل المبكرة من الحرب، أرسَلت Abwehr (المخابرات الألمانية) جواسيساً إلى بريطانيا، ولكن جميعهم إما استَسلموا أو قُبض عليهم. واُستخدم بعضهم، جنباً إلى جنب مع متطوعين آخرين، لتشكيل شبكة واسعة من المعلومات المضللة تحت قيادة لجنة العشرين.
كانت بوردو ميناء هام لصالح المجهود الحربي الألماني، بحيث كانت تستلم قدر كبير من الشحنات، ومعظمها من المواد الخام، قادمة من الخارج. وكانت أيضاً قاعدة بحرية رئيسية، مع ملاجئ ضخمة لغواصات- يو. كان كلا من مَصبى جيروند وبوردو هدفان بالفعل للحلفاء. فعملية فرانكتون كانت عبارة عن غارة لقوات المغاوير في عام 1942 استهدفت سفن شحن مهمة في الميناء. وفي يناير 1944، اعترض الحلفاء اتصالات تشير إلى أن القادة الألمان كانوا قلقين من احتمال حدوث إنزال عسكرى في منطقة خليج بسكاي في فرنسا. وفي الشهر التالي، نفذت وحدات بحرية وجوية ألمانية مناورات ضد حدوث غزو في المنطقة. ولهذا كان هدف عملية الشجاع تضخيم هذه المخاوف.
وطبقاً لسرد عملية الشجاع، ستهبط قوات الحلفاء في منطقة بوردو، بعد عشرة أيام من اليوم-دى. وستقضي هذه القوة حوالي اثني عشر يومًا لإنشاء رأس جسر قبل التقدم للالتقاء بتشكيلات يفترض أنها جزء من قوات غزو ساحل البحر المتوسط لفرنسا (في الواقع كانت هذه عملية إنزال وهمية أيضًا، وهي جزء من عملية خداع أخرى متفرعة من الحارس الشخصي تسمى عملية الثأر). كان هدف عملية الشجاع المفترض هو مصب جيروند، يصحبه إنزال في بلدية رويان.
في البداية، اقترح بيفان أن تتحرك قوة الغزو الوهمية من الساحل الشرقي الأمريكي. في حين رأى نيومان سميث، الذي يتخذ من نيويورك مقراً له ومسؤولاً عن عناصر الخداع الأمريكية، أن هذه القصة غير واقعية واقترح أن تقوم قوة كبيرة من الولايات المتحدة بتعزيز رأس جسر تقيمه وحدات من المملكة المتحدة. فيمكن للتشكيلات المعدة لغزو النورماندي أن «يُعاد توظيفها» لأجل الغزو المبدئى. خصَصَت الخطة النهائية فرقتين من فرق عملية أوفرلورد للهجوم مصحوبتان بتعزيزات مفترضة مكونة من ست فرق حقيقية (فرق المشاة 26 و 94 و 95 و 104 والفرقتان المدرعتان 10 و11) تحت القيادة الصورية للفريق لويد فريدندال.

## العملية
بدأت العملية في 23 مايو 1944 بهدف الشروع بخلق التهديد بالغزو بحلول 29 مايو واستمرت حتى 28 يونيو (22 يومًا بعد إنزال نورماندي). وقد نفذها عملاء مزدوجون، في بريطانيا والولايات المتحدة، تحت قيادة لجنة العشرين. لم تحصل العملية على أي موارد من قوات الحلفاء البحرية أو الجوية، لذلك لم يكن للخداع أي عنصر مادي. وكان هذا يعني أن عملية الشجاع افتقدت أي مرافقات تقليدية مصحوبة بغزو، تشمل طلعات الاستطلاع وعمليات القصف والعمليات البحرية. ونتيجة لذلك، كانت لجنة العشرين حذرة بشأن استخدام عُملاء مُهمين لتمرير عملية الخداع.
ولذلك تسلمت زمام القيادة العميلة برونكس الأقل شأناً، وهي في الأصل ناشطة اجتماعية من بيرو تسمى إلفيرا تشودوار، التي تواصلت مع رؤسائها الألمان عبر الرسائل. وبدأت أيضاً في إرسال برقيات مشفرة، منذ أبريل عام 1944، والتي كانت أسرع من الرسائل في حالة حدوث غزو وشيك. كانت شفرتها قائمة على موضوع مالي، حيث خصصت مبالغ مالية مختلفة كإشارة لمواقع غزو محتملة. تظهر مدى ثقة العميلة تشودوار في المعلومات المُرسلة بذكر طبيبها وهذا يعنى أن الأمر (شبه مؤكد) أما ذكرها لطبيب الأسنان فهذا يعنى أن الأمر (مؤكد). وكان طلب إرسال المال «على الفور»، «على وجه السرعة» أو «بسرعة» يعنى تحديد موعد حدوث الغزو (في غضون أسبوع، أسبوعين أو شهر، على التوالي).
باشر العميل تايت (وهو دنماركي أُرسل إلى إنجلترا في عام 1941 وتحول إلى عميل مزدوج بعد فترة وجيزة) العملية في 23 مايو في رسالة إلى مُشرفيه الألمان مفادها أن صديقًا من الولايات المتحدة قد حدد حملة عسكرية مكونة من ست فرق، تستعد للإبحار. وفي 29 مايو، أرسلت برونكس برقية تحدد غزو سيستهدف منطقة بوردو في غضون شهر، مُستخدمة رمز «طبيب الأسنان» لتبرهن على يقينها بصحة هذه المعلومة. كما أرسلت خطاب تعقيبى توضح أن المعلومات أخذتها من ضابط بريطاني مخمور في نادي فور هاندرد والذي جعلها تقسم لاحقاً على سرية الأمر. وطبقاً لبرونكس، كان الضابط يتفاخر بهجوم إبرار جوى في منطقة بوردو كان سينشر في صحف صباح اليوم التالي. وفي اليوم التالي أخبرها أن العملية أُجلت لمدة شهر.
على الرغم من إرسال العديد من الرسائل من قبل العملاء، إلا أن لجنة العشرين اعتبرت أن عملية الشجاع غير واقعية تمامًا ونتيجة لذلك كانت حذرة بشأن الترويج لها بشدة. أًرسلت معظم المعلومات مع تحذيرات أو بالشك فيها لضمان عدم تعرض العميل للخطر. كان غاربو، واحداً من أهم عملاء الحارس الشخصي المحفوفين بالخطر، قد انخرط في العملية منذ 5 يونيو، ولكن فقط في توجيه رسالة إلى عميل ثانوى وهمي الذي كان قد حدده بالفعل غير موثوق به (أمَل المكتب الخامس في رأيهم، أن هذا سيغطى طبيعة الشك في القصة). أوضح تقرير العميل أن فرقة أمريكية مقرها ليفربول كانت تستعد للتوجه إلى بوردو.
وجاءت أيضًا رسائل من الولايات المتحدة. فقد أرسل رودلف، وهو عميل يقيم في نيويورك، أربعة تقارير بين 2 و 20 يونيو. مُحدداً الست فرق التي يقودها فريدندال التي جري إسنادها تدريب خاص في بناء الجسور ولكن ليس لشن هجوم البرمائي وذلك تحت حراسة مشددة. شملت عملية الخداع في اللحظة الأخيرة محطة إرسال تابعة لجهاز الاستخبارات البريطانية في فرنسا. معروف عنها أنها تحت سيطرة الألمان، وذلك عندما سأل عامل تشغيل المحطة عن طُرق إرسال أسرى الحرب الهاربين، أخبره المُتلقون أنه يجب إرسالهم إلى بوردو بداية من 15 يونيو.

## تأثير العملية
تشير وثائق الاستخبارات الألمانية إلى أنه لم يكن هناك اعتقاد قوي بأن الحلفاء كانوا يتأهبون للإنزال في منطقة بوردو. وأوعزت تقارير الأوضاع التي اعُترضت أن الألمان كانوا يعتقدون في الشائعات عن الإنزال في المنطقة ك«عمليات تغطية من عيار صغير» وجزء من غطاء لثغرة الحلفاء الرئيسية في كاليه (كان هذا في حد ذاته عملية خداع تسمى عملية الثبات الجنوبية). وقد نظر قادة المحور في هذه الفكرة وأجروا تمارين في الإعداد، واستمر التدريب في المنطقة بعد اليوم-دى. بعد غزو نورماندي، كان الحلفاء يتوقعون أن تدشن الفرق الألمانية في منطقة بوردو للتعبئة. وفي النهاية، انتقلت فرقة إس إس بانزر السابعة عشر فقط إلى الشمال، بعد تأخيرها لعدة أيام، في حين بقت فرقة الدبابات الحادية عشر في حراسة المنطقة.
ينقسم المؤرخون حول ما إذا كانت عملية الخداع قد لعبت دورا رئيسيا في استجابة الألمان. حيث يتفق معظم المؤرخين، مثل المؤرخ بن ماكنتاير، على أن عملية الشجاع أُضيفت إلى الصورة العامة لارباك القادة الألمان. يقتبس ماكنتاير من كبار الشخصيات المتفقة معه، مثل جون ماسترمان (رئيس لجنة العشرين) وهيو أستور من المكتب الخامس، الذي أرجع تأخر الرد الألماني جزئيا إلى عملية الشجاع. في حين رفض مايكل هوارد تأثير العملية قائلاً إنه «لا يوجد دليل على أن أي شخص أخذها على محمل الجد».
جزء من المعضلة هو أن ميناء بوردو ربما لم تظهر كهدف معقول للحلفاء لأنها كانت خارج نطاق تغطية مقاتلات المملكة المتحدة. إن تحليل المؤرخ تيري كروودي هو أن عملية الشجاع قد عانت ببساطة من نقص الموارد. وبالاشتراك مع غيرها من عمليات خداع الحارس الشخصي، ذات التأثير الكبير، فقد حازت على اهتمام الحلفاء عندما عرفوا أن هتلر والقيادة العليا الألمانية قد ناقشوها. يشير كراودي إلى أنه بالخداع المادى، والمزيد من الجهد، كان يمكن أن تنجح العملية بنفس الطريقة التي نجحت بها عمليات الخداع التي استهدفت كاليه ونورماندي والبحر المتوسط.

## عملية الشجاع الثانية
كان جون بيفان قد طلب من نيومان سميث الإبقاء على وجود قوة تهديد غزو أمريكية بعد 28 يونيو عندما كان من المفترض أن تكون خطة الخداع الأولي قد انتهت. أرسل العميل رودلف رسائل في 10 و 12 و 18 يوليو في إشارة إلى قوة عملية الشجاع. وفي منتصف يوليو، بدأ الحلفاء عملية «فرديناند»، وهي عملية خداع للتغطية على عملية دراغون، وهي عملية الغزو الذي حدث في أغسطس في جنوب فرنسا. كانت قصة عملية الشجاع تعتبر خياراً لدعم عملية فرديناند، ولكن نويل وايلد وقسم عمليات ب، ومخططي عمليات خداع القيادة العليا لقوات الحلفاء SHAEF كانوا قلقين بشأن تأثير قوة الغزو الأمريكي الوهمية على عملية الثبات الجارية. تقرر أن يتم تقديم رواية جديدة للألمان، مفادها أن الحلفاء يعتزمون دعم المقاومة الفرنسية في جنوب البلاد. لم تثر العملية اهتمام الألمان كثيراً لتبدد اكتراثهم لمنطقة بوردو.